# Luca Pavanello
Luca Pavanello (3 luglio 1969) è un ex ciclista su strada italiano, professionista dal 1995 al 1997. In carriera colse tre affermazioni, tutte nel 1995, vincendo il Gran Premio Città di Rio Saliceto e Correggio e due tappe al Tour of Slovenia.

## Palmarès
- 1995 (Aki, tre vittorie)

Gran Premio Città di Rio Saliceto e Correggio
2ª tappa, 2ª semitappa Tour of Slovenia
5ª tappa Tour of Slovenia

## Piazzamenti

### Grandi giri
- Vuelta a España

1995: 81º
1996: ritirato (7ª tappa)

### Classiche monumento
- Milano-Sanremo

1996: 171º